# Associação Atlética Desportiva de Brasília
Il Brasília è una squadra brasiliana di calcio a 5, fondata nel 2006 con sede a Brasília.